# 怀集县文物保护单位
怀集县文物保护单位为中国广东省怀集县境内的县级文物保护单位列表。

## 列表
- 六祖岩遗址
- 燕岩遗址
- 松岗古兵营遗址
- 文昌拱桥
- 六德堂
- 宥孙黄公祠
- 龙湾古石桥
- 幸福六祖井
- 法志董公祠
- 陶然亭
- 双禄寺
- 邓拔奇烈士故居
- 六龙坑革命烈士纪念碑
- 植启芬故居
- 邓傥故居
- 钱兴烈士故居
- 怀集南区农民协会旧址
- 黄凡元烈士墓
- 郑作贤烈士故居
- 怀集县立图书馆